# Stazione di Darmstadt Sud
La stazione di Darmstadt Sud (in tedesco Darmstadt Süd) è una fermata ferroviaria nella città di Darmstadt, in Germania. È situata sulla ferrovia Meno-Nicero, al chilometro 29,7.

## Storia
La stazione è stata inaugurata il 15 ottobre 1879. In origine era situata all'angolo tra Donnersbergring e Bessunger Straße e si chiamava Bessungen, dal nome del quartiere della città in cui si trova, che all'epoca era un comune autonomo. Il 27 novembre 1902 fu ribattezzata con il nome attuale.

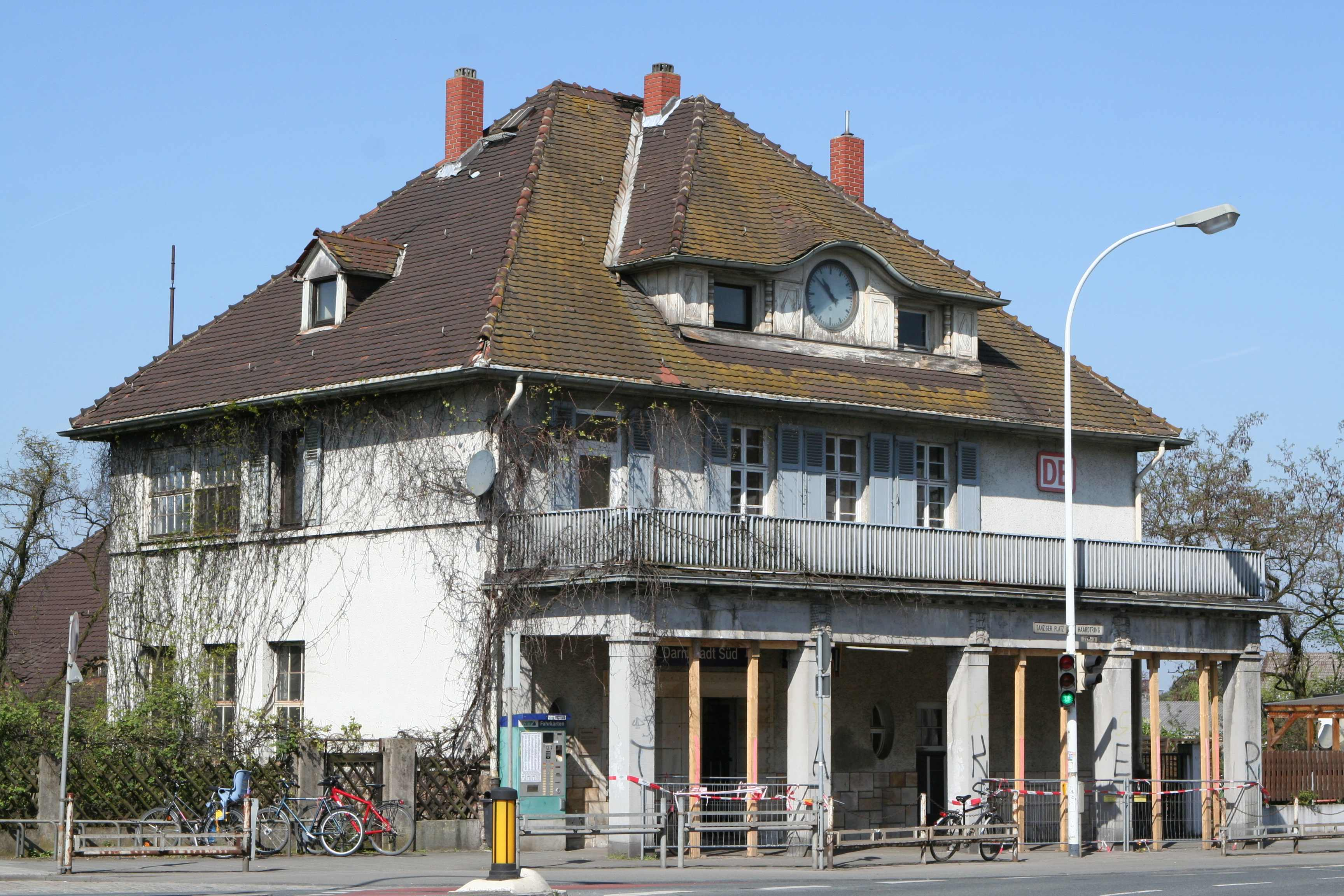
Il fabbricato viaggiatori (ora dismesso) dal lato strada.

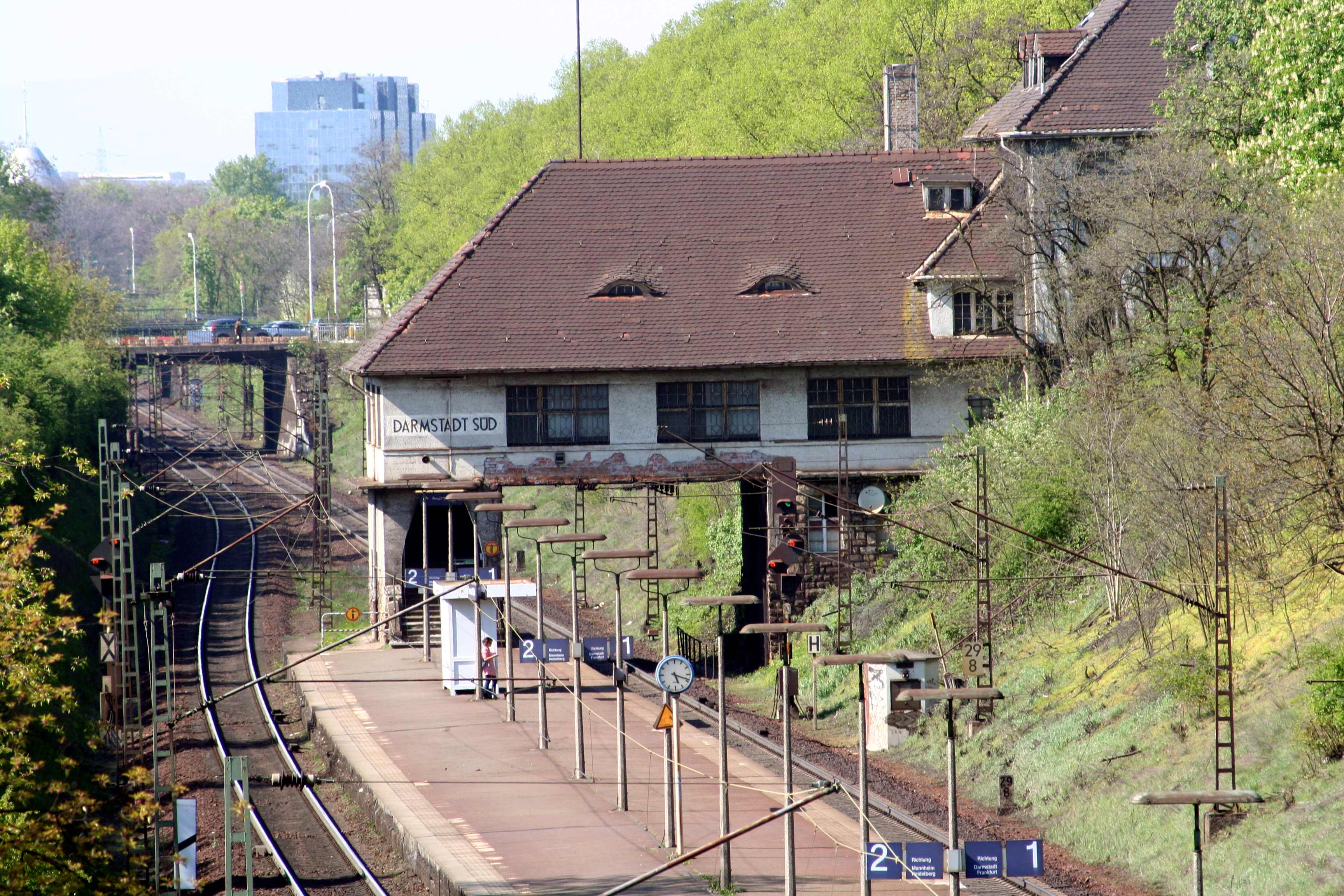
Lo stesso fabbricato viaggiatori dal lato binari.

Con lo spostamento della stazione di Darmstadt Centrale nel luogo in cui si trova oggi (precedentemente era più vicina al centro città), fu necessario deviare la linea ferroviaria più a ovest, e conseguentemente spostare la stazione. La nuova stazione fu inaugurata il 28 aprile 1912 insieme alla nuova stazione Centrale e alla stazione di Darmstadt Nord.
Nel 2020 il fabbricato viaggiatori è stato dismesso e sostituito da una passerella in cemento e un ascensore che portano direttamente sulla banchina a isola.

## Servizio
Essendo una fermata minore, nella stazione fermano solo treni regionali della ferrovia Meno-Nicero e della ferrovia per Pfungstadt.
La stazione dispone di:
- Ascensori
- Biglietteria automatica
- Parcheggio biciclette

e consente l'interscambio con gli altri mezzi di trasporto pubblico tramite:
- Fermata autobus RMV